# Přívoz Lihovar – Žluté lázně/Veslařský ostrov

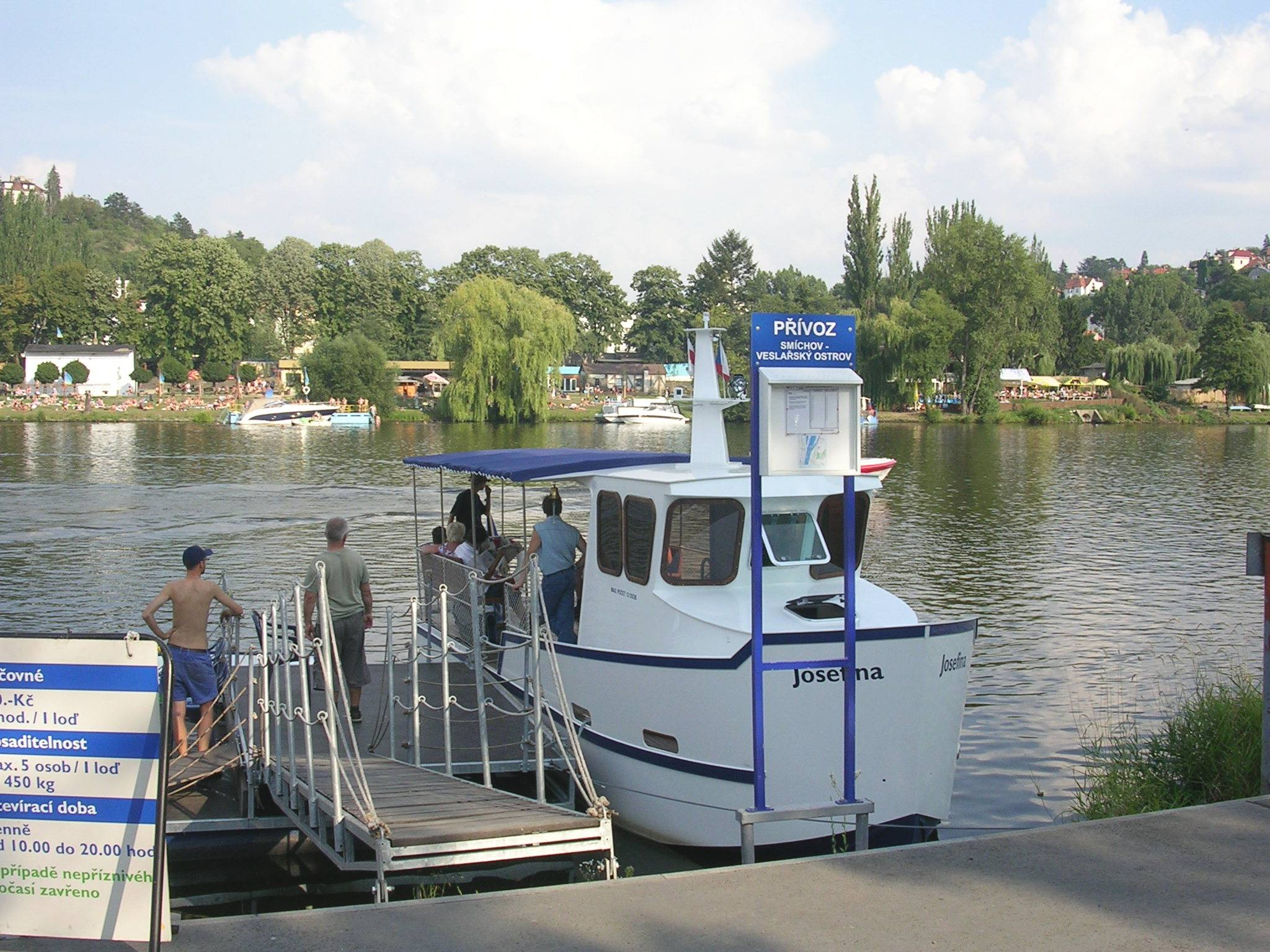
Převozní motorová loď Josefína ve zlíchovském přístavišti.

Přívoz Lihovar – Veslařský ostrov (od 30. dubna 2008 do 31. března 2010 Lihovar – Žluté lázně) je pražský přívoz přes Vltavu, v systému Pražské integrované dopravy označený P3 (v databázích kódovaný jako linka 697). Je provozovaný společností Vittus group s. r. o. Spojuje zlíchovský břeh (katastrálně Hlubočepy, poblíž Smíchova) s Podolím. Poblíž podolského přístaviště se nacházejí významné rekreační cíle Plavecký stadion Podolí a Žluté lázně, na zlíchovském břehu je přístaviště u půjčovny lodiček. Na obou březích vedou cyklistické trasy (A1 a A2) a cyklistické stezky.
Provoz přívozu byl zahájen 17. července 2007 v trase Lihovar – Veslařský ostrov. V sezóně 2007 byl jeho provoz ukončen 28. října, v roce 2008 byl provoz zahájen 5. dubna a plánován do 5. října. Od 28. dubna 2008 bylo pravobřežní přístaviště přeloženo z Veslařského ostrova do Žlutých lázní. V roce 2010 bylo rozhodnuto o tom, že provoz přívozu bude celoroční. Při zahájení sezóny 2010 od 1. dubna bylo přístaviště do odvolání opět přeloženo na Veslařský ostrov kvůli omezení průchodu areálem Žlutých lázní a interval dočasně prodloužen na 20 minut.
V pracovní dny jezdí přívoz od 6:00, o víkendech a svátcích od 7:00, ukončení provozu je ve 22:00. Základní interval mezi plavbami byl zpočátku 30 minut, později 20 minut, v roce 2009 byl interval zkrácen na 10 minut. Doba plavby podle jízdního řádu je 4 minuty. V době, kdy byla trasa ukončena ve Žlutých lázních, jezdila podle potřeby loď i v mezičasech.

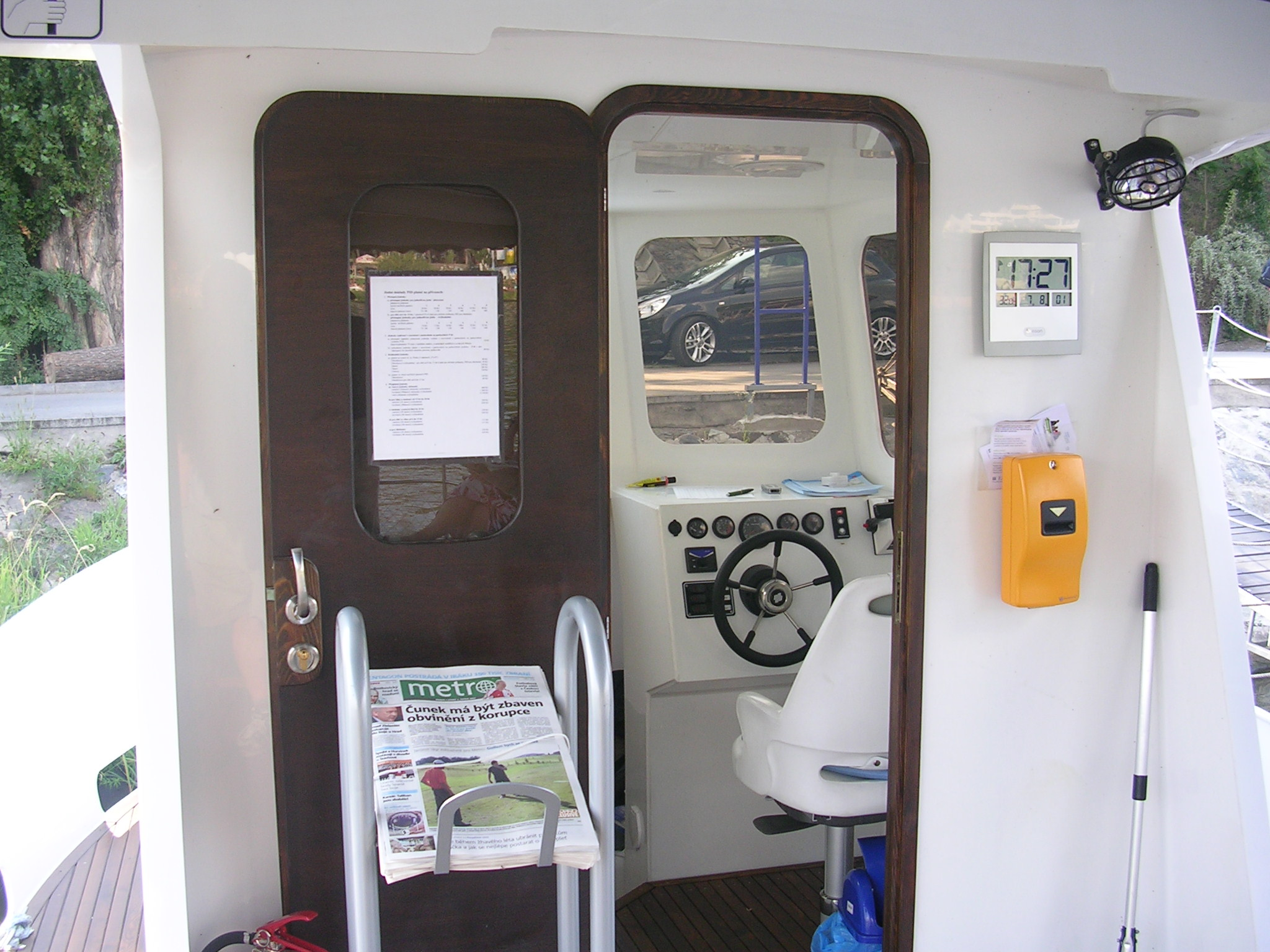
Paluba lodi Josefína.

Na tomto přívozu platí tarif PID v plném rozsahu. Na přívozech, podobně jako na železnici, na lanové dráze na Petřín a na nočních linkách, však neplatí tzv. jízdenky s omezenou přestupností (nepřestupní), takže minimální jízdné pro dospělého bez nároku na slevy je 24 Kč. Na jízdenku však lze pokračovat dalšími prostředky PID. SMS jízdenka zde platí.
Převozní motorová loď Josefína má kapacitu 12 cestujících. Provoz je přerušován při průtoku Vltavy cca nad 700 m3/s

## Provozovatel
Provozovatelem přívozu je firma Vittus group, s. r. o., která byla založena v roce 1998 pod názvem l. správa domů, s. r. o., nynější název nese od roku 2000. Firma provozuje od roku 2007 půjčovnu lodiček na Zlíchově.
Společnost založili v roce 1998 polovičními podíly Bořek Řepa a Jiří Knap st. (nar. 1947), od roku 2000 do roku 2012 byl jediným vlastníkem Jiří Knap st., od 30. listopadu 2012 do 13. prosince 2013 společnost vlastnili polovičními podíly Bořek Řepa a Helena Knapová, od 13. prosince 2013 společnost vlastní polovičními podíly Jiří Knap ml. (nar. 1976) a Jaroslav Knap.

## Historie
V první polovině 20. století existovalo v podobných relacích více přívozů. Nejpodobnější přívoz, od lihovaru k podolské cementárně (která stávala na místě dnešního plaveckého stadionu), je poprvé doložen roku 1892 a naposledy roku 1958, přesnější údaje o zahájení ani ukončení provozu nejsou známy.

## Využívanost
V roce 2008 denně přepravil přívoz v průměru 300 cestujících a 20 jízdních kol.
Vykazovaná využívanost přívozu za období provozu v rámci PID:
- 2007: 41 409 přepravených osob (jen letní sezóna, od 17. 7.)
- 2008: 108 698 přepravených osob (jen letní sezóna)
- 2009: 97 393 přepravených osob (jen letní sezóna)
- 2010: 124 737 přepravených osob (po letní sezóně zůstal provoz celoroční)
- 2011: 154 156 přepravených osob, tj. průměrně 431 denně[5]

## Obrázky

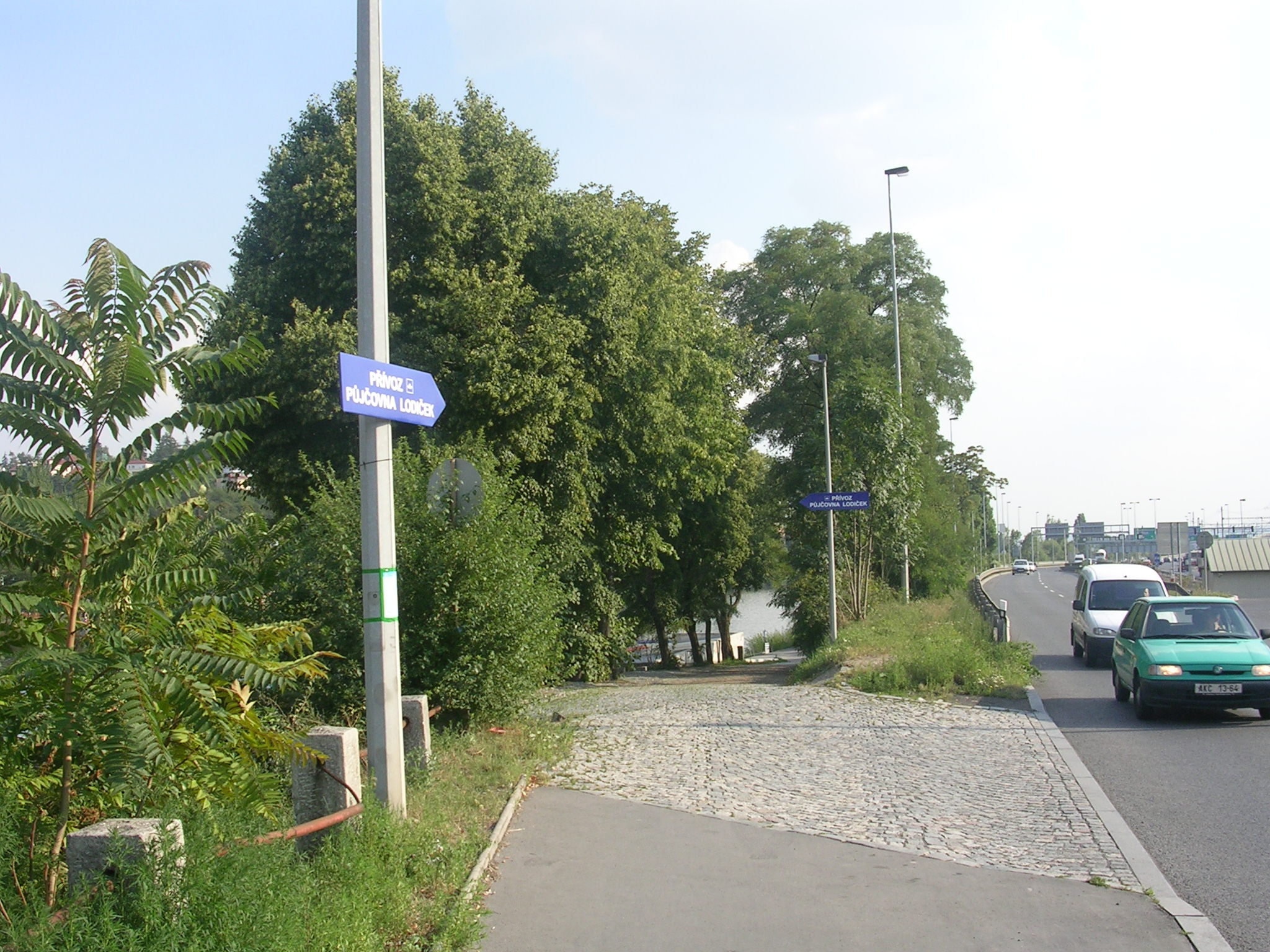
Přístupová cesta na zlíchovské straně
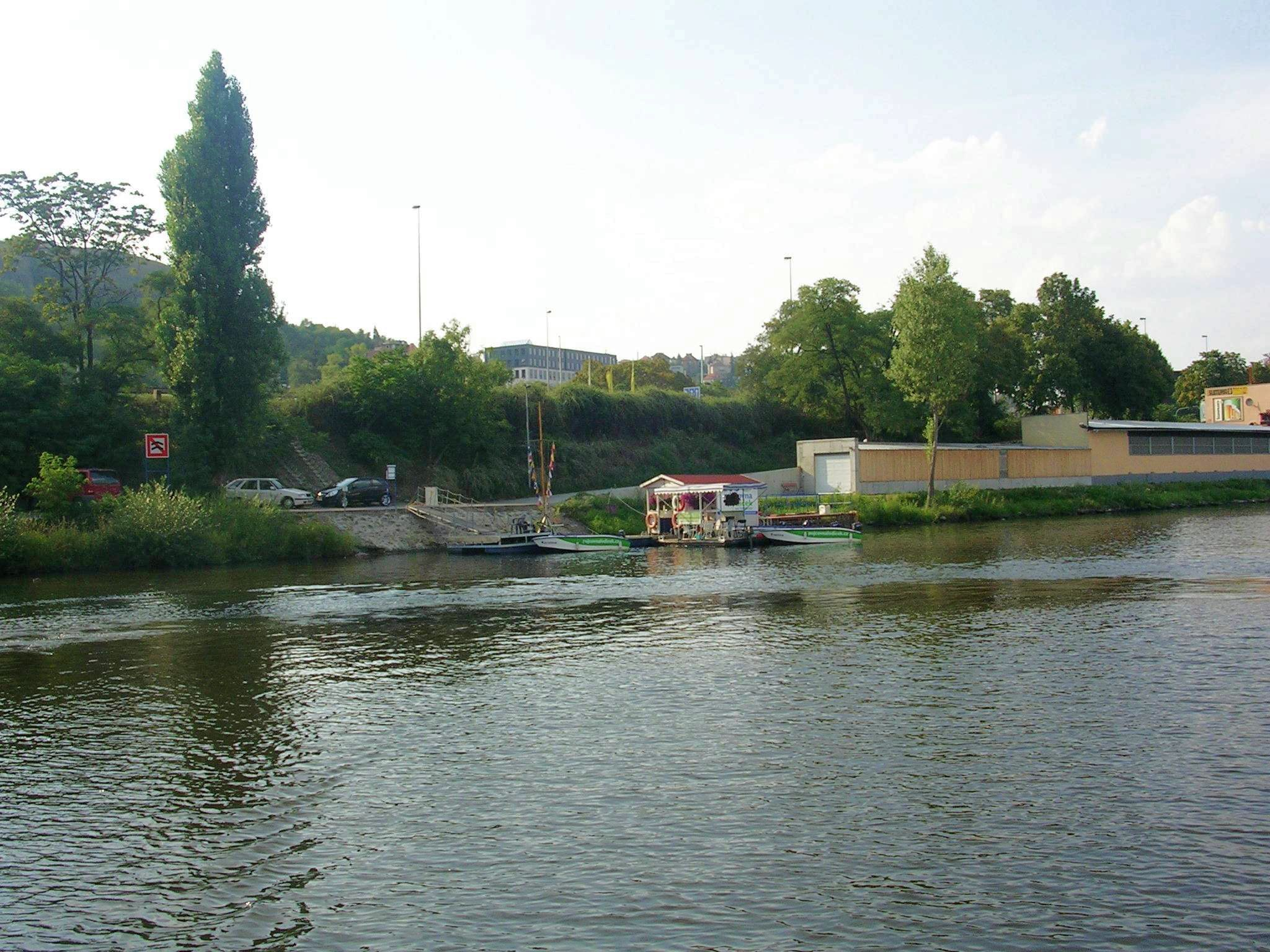
Přístaviště Zlíchov
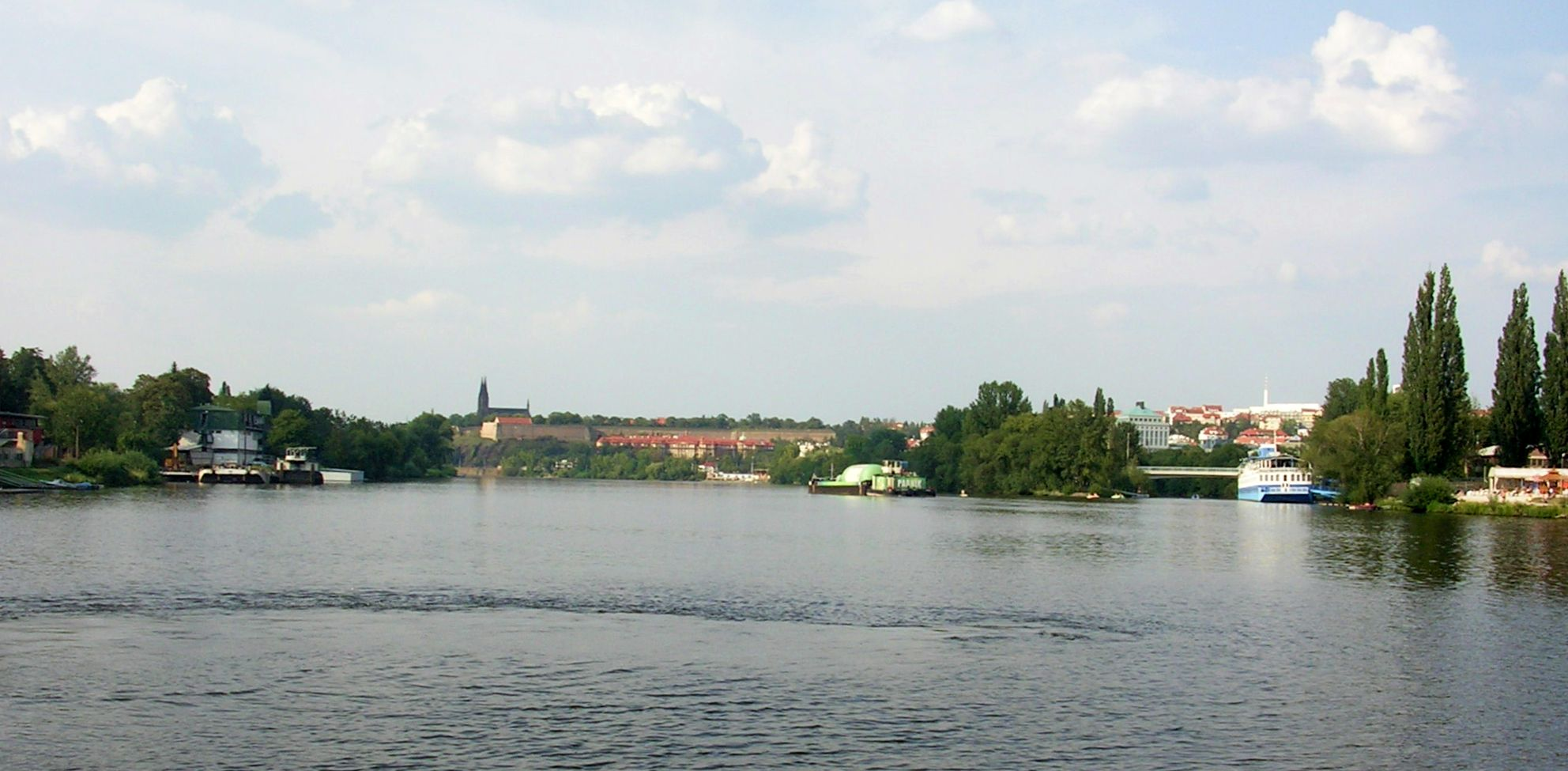
Pohled od zlíchovského přístaviště k Veslařskému ostrovu
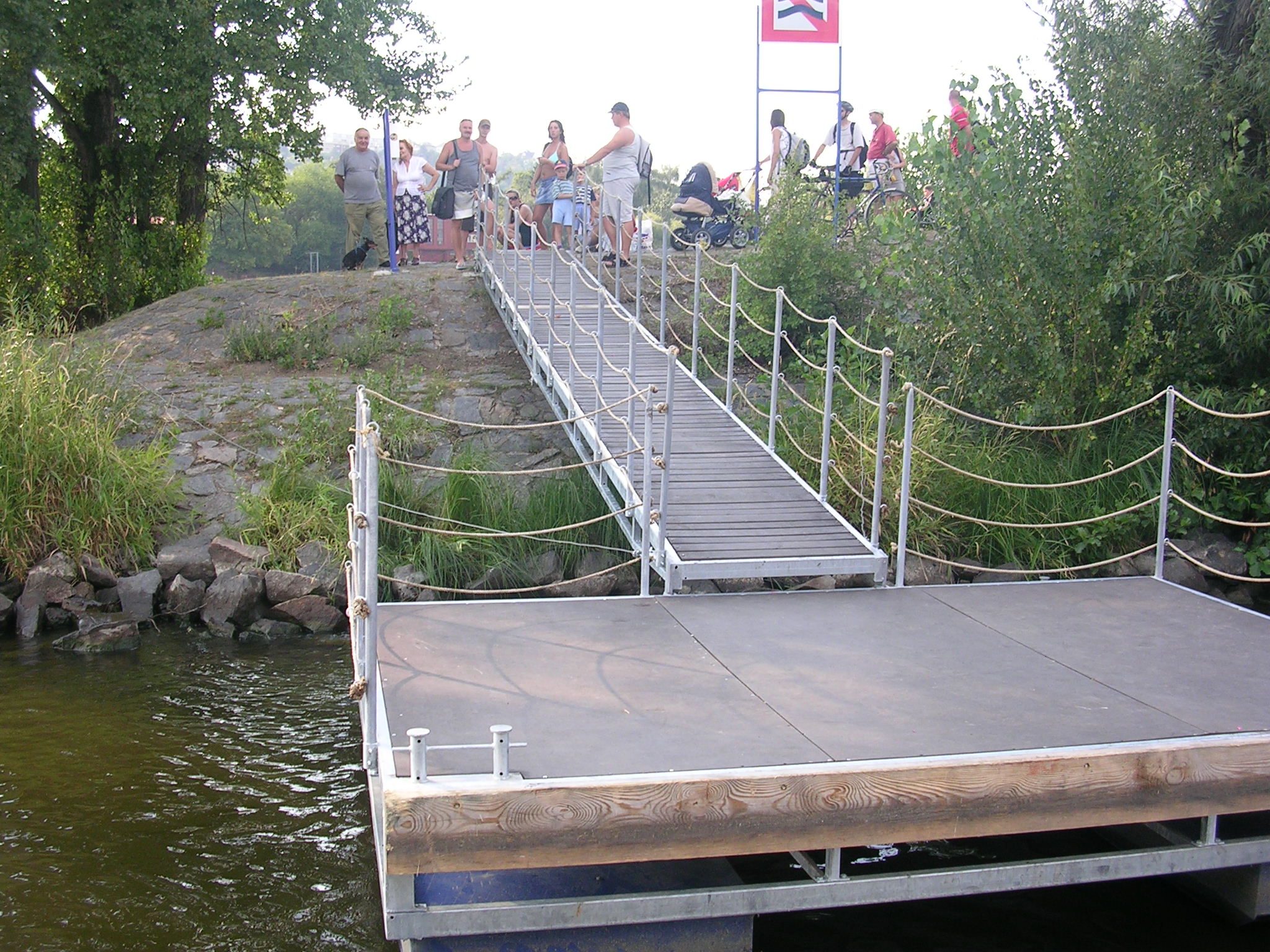
Přístaviště Veslařský ostrov
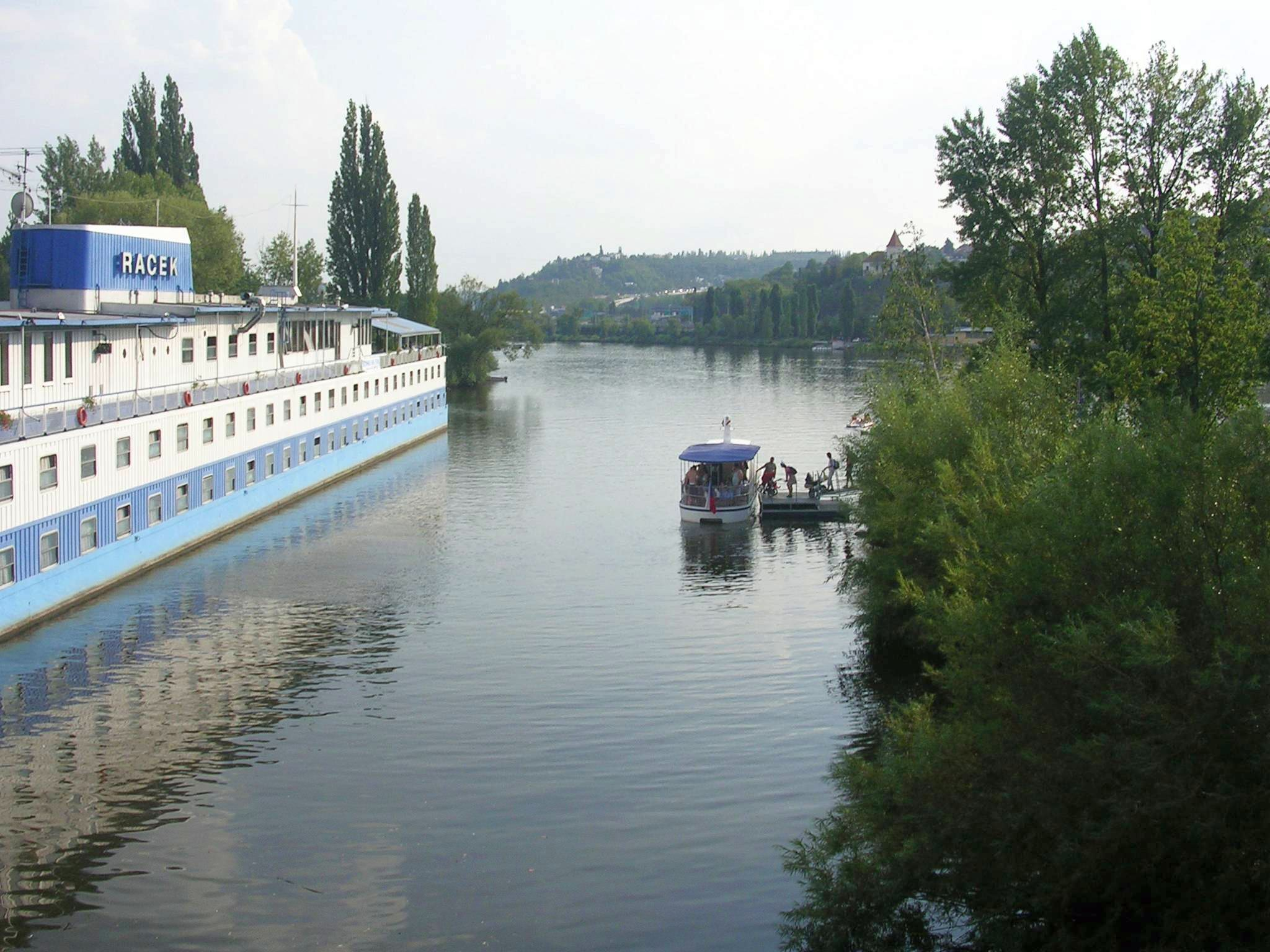
Přístaviště na Veslařském ostrově (pohled z mostu)
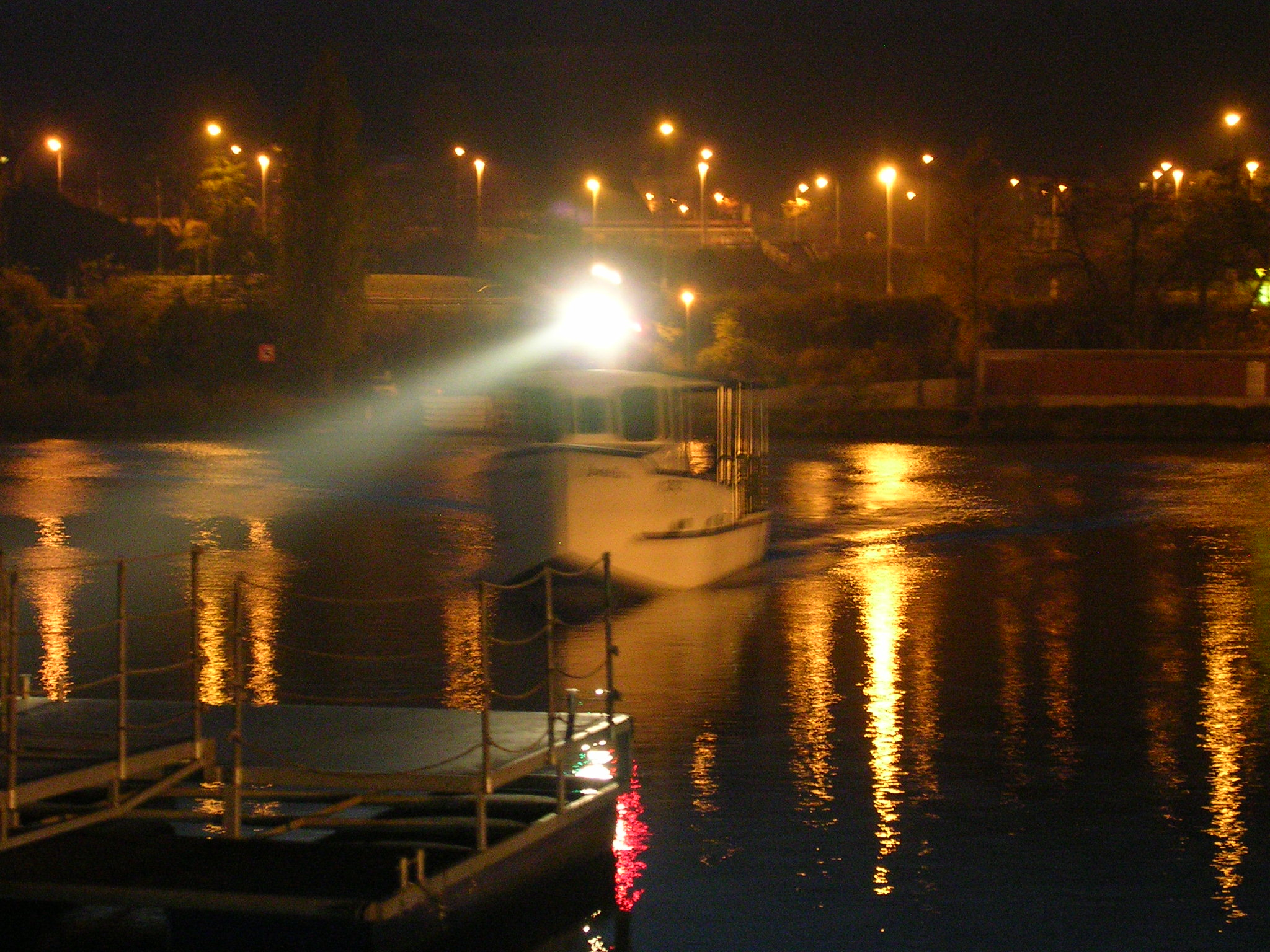
Večerní přistávání u Žlutých lázní